# Olasz Lajos (színművész)
Olasz Lajos (Szatmárnémeti, 1894. december 21. – Pestszenterzsébet, 1949. május 31.) színész, díszlettervező. 

## Életrajza
Szülei Olasz György és Kiss Julianna. 1920-ban Róna Dezső szerződtette őt az újjáalakult aradi színház társulatához. 1921-ben már Quasimodót alakította az első teljes értékű évad legsikeresebb előadásában, A Notre-Dame-i toronyőr c. Hugo-darabban. A prózai együttes egyik legkiválóbb erőssége volt, országszerte kiemelkedő hős- és jellemszínészként jellemezték. 1928-ban Janovics Jenőhöz szerződött egy időre Kolozsvárra, valamint szerepelt Nagyváradon is. Később visszatért Aradra, itt színészi pályája mellett alkalmi díszlettervezőként is működött. 1941. július 16-án Szolnokon már elváltként házasodott meg újra, feleségül vette Kovács Eszter özvegy színházi titkárt.